# Nyctimystes semipalmatus
Nyctimystes semipalmatus – gatunek płaza bezogonowego z podrodziny Pelodryadinae w rodzinie rzekotkowatych (Hylidae). Endemit Nowej Gwinei.

## Rozmieszczenie geograficzne i siedlisko
Płaz jest endemitem części Nowej Gwinei należącej do Papui-Nowej Gwinei. Tereny, na których można spotkać przedstawicieli tego gatunku, to północne zbocza gór Gór Owena Stanleya pomiędzy Garainą a górą Mount Dayman (na wysokościach pomiędzy 400 i 700 m nad poziomem morza), a także zachodnie stoki Mount Obree na wysokości 900 m n.p.m. IUCN przypuszcza, że gatunek może też zamieszkiwać długą na 130 km lukę w obecnie znanym zasięgu pomiędzy Garainą i Kokodą w prowincji Oro.
Siedlisko tego przedstawiciela rzekotkowatych stanowią szerokie na około 3–8 m strumienie w tropikalnym lesie deszczowym, przy czym może to być także las wtórny, jak na Mount Obree.

## Rozmnażanie
Samica składa skrzek do strumienia, w którym następuje rozwój młodych, w którym wyróżnia się stadium larwalne, czyli kijankę.

## Status
Płaz w niektórych miejscach występuje pospolicie, ale nie w okolicach Kokody i Garainy. Liczebność populacji zdaje się utrzymywać na stałym poziomie.